# Karima Charni
Karima Charni, née le 18 juin 1985 à Reims (Marne), est une animatrice de radio, de télévision et chroniqueuse franco-tunisienne.
Découverte en tant que candidate de la saison 4 de Star Academy en 2004 sur TF1, elle anime ensuite des émissions musicales et des divertissements sur les chaînes du groupe M6. Après un passage rapide sur NRJ 12 dans le Mad Mag, elle devient à partir de 2017 chroniqueuse pour LCI et exerce aussi sur Europe 1.
Depuis 2022, Karima Charni coanime avec Nikos Aliagas l'after du prime-time dans le bus de la Star Academy, et est la narratrice des quotidiennes du programme à partir de 2023. 
En 2024, elle prend part à la nouvelle émission Bonjour ! La Matinale TF1.

## Biographie

### Enfance, jeunesse et formation
Karima Charni est née à Reims d'une mère femme de ménage et nourrice et d'un père restaurateur,. Elle a deux sœurs ainées, dont Hedia qui sera plus tard sa manageuse. La jeune franco-tunisienne grandit dans sa ville natale et passe ses vacances en Tunisie. Elle est passionnée par le chant depuis son enfance.
Intéressée par le milieu de l’audiovisuel, elle s'oriente vers un baccalauréat option cinéma. Elle poursuit ensuite avec un BTS audiovisuel-production mené à l'Efficom à Paris. Durant ses études, elle obtient le prix du meilleur court-métrage étudiant au festival du film de Sarlat ainsi que le prix du public à Torcy.
En plus du français, Karima Charni parle l'arabe et l’anglais.

### Candidate àStar Academy
En 2004, en parallèle de ses études, elle prend part au casting de Star Academy afin d’intégrer la quatrième saison de l'émission après avoir été repérée lors d'une soirée,. Retenue parmi les dix-huit candidats de la saison, elle participe au programme diffusé sur TF1 et est éliminée lors du cinquième prime, la victoire revenant à Grégory Lemarchal lors de la dix-septième soirée. Sa notoriété nouvelle lui permet de se produire sur scène pendant deux années.

### Carrière dans l'audiovisuel
En 2007, W9, chaîne du groupe M6, la recrute pour animer plusieurs émissions musicales, avec notamment le E-Classement,. Elle présente par la suite des concerts-évènements tels que l'Orange Rockcorps ou encore Starfloor.
En 2008, elle s'associe avec Miko et Cartman pour lancer sa société de production nommée Smoker Productions, afin de produire notamment des clips et des émissions,. Elle intervient aussi sur Goom Radio entre 2008 et 2009.
En 2010, la jeune femme est à la présentation de Talent Tout neuf : le live et du magazine Fan de Stars,.
En 2011, Karima Charni présente aux côtés de Fabrice Soulier 100 % poker sur M6.
Entre 2013 et 2015, elle présente l'émission Lovin' Fun sur Fun Radio,. Elle déclare en 2021 qu'il s'agit d'« une expérience compliquée » qui a entraîné une dépression,.
En 2015, Karima Charni participe comme candidate au jeu Fort Boyard sur France 2, et y revient à nouveau en 2016, 2019, 2022 et 2023.
À la rentrée 2015, elle est recrutée par NRJ 12 pour être la coanimatrice de Benoît Dubois dans l’émission Daily Mag,. Cette dernière est déprogrammée en novembre,,.
En 2017, elle rejoint la station Europe 1 en tant que chroniqueuse ainsi que présentatrice d'émissions estivales telles que Karima Charni sur Europe 1, ou encore Musique en remplacement d’Émilie Mazoyer durant l’été 2019.
Le 19 décembre 2018, plus de 70 célébrités se mobilisent pour l'association Urgence Homophobie. Karima est l’une d’entre elles et apparaît dans le clip de la chanson De l'amour,.
En 2019 aussi, elle intègre l'équipe de La Matinale du Week-end sur LCI pour présenter la rubrique culture.
En septembre 2020 paraît l’album Restons amis en hommage à Grégory Lemarchal auquel elle participe en compagnie de ses anciens camarades de la quatrième saison de Star Academy,. Elle avait auparavant participé à un concert hommage au château des Vives Eaux de Dammarie-les-Lys.
Début 2022, elle participe à la cinquième saison du Meilleur Pâtissier, special célébrités.
C'est à partir de cette même année qu'elle coanime avec Nikos Aliagas l'after de la deuxième partie de soirée de Star Academy sur TF1 en duplex du bus, dix-huit ans après sa participation comme candidate au télé-crochet. Depuis la saison 2023, elle est aussi la narratrice des quotidiennes de la compétition,.
À partir du 8 janvier 2024, Karima Charni rejoint l'équipe de Bonjour ! La Matinale TF1, programme animé par Bruce Toussaint,. À partir de l'automne, elle ne prend plus part à cette émission.

### Vie privée
Karima Charni a eu une relation avec Harlem, candidat de la quatrième saison de Star Academy. Elle fréquente ensuite Cartman de 2010 à 2013.

## Résumé de carrière

### Parcours en radio
- 2008-2009 : Crazy R'n'B sur Goom Radio
- 2009 : Goom Up sur Goom Radio
- 2013-2015 : Lovin' Fun sur Fun Radio
- 2017 : Le Podium sur Europe 1
- 2017 : Karima Charni sur Europe 1 sur Europe 1
- 2018-2019 : Musique ! sur Europe 1
- 2022 : Le Club de l'été sur Europe 1

### Télévision

#### Présentatrice et chroniqueuse
- 2007-2015 : E-Classement sur W9
- 2009 : À vos clips sur W9
- 2009 : Concert Orange Rockcorps sur M6
- 2009-2013 : Starfloor sur W9
- 2009 : Génération Lipdub sur W9
- 2010-2012 : Fan de stars sur W9
- 2010-2012 : Talent tout neuf sur W9
- 2010 : American Music Awards sur W9
- 2010-2012 : 100 % poker sur M6
- 2011 : Fête de la jeunesse sur M6
- 2011 : M6 Mobile Mega Lump sur M6
- 2011-2012 : Concert pour la tolérance sur M6
- 2011-2012 : Carrément... sur W9
- 2012-2015 : Hit Talent sur W9
- 2012 : Le Meilleur du Top 50 sur W9
- 2012 : Carrément 2000 sur W9
- 2012 : W9 Home Festival sur W9
- 2013-2014 : Le Grand Bêtisier sur W9
- 2014 : W9 Home concerts sur W9
- 2015 : Prix Talents W9 sur W9
- 2015 : Le Daily Mag sur NRJ 12
- 2017-2018 : La Matinale - chronique Vos sorties sur LCI
- Depuis 2019 : Les Matins LCI Weekend sur LCI
- 2022 : Hommage à Jean-Paul Belmondo : la cérémonie aux Invalides sur TF1
- Depuis 2022 : Star Academy : coanimation en duplex du bus de TF1 avec Nikos Aliagas, ainsi que narratrice de la quotidienne à partir de 2023. En 2025, co-présentation de l'émission de la Finale sur le plateau après l'annonce du gagnant
- 2023 : Messmer, le record du monde sur TF1 : coanimation avec Arthur
- 2023 : Messmer, 10 ans d'hypnose sur TF1 : coanimation avec Messmer
- 2024 : Bonjour ! La Matinale TF1 : chroniqueuse
- 2024 : Star Academy : Après la vie de château, documentaire sur TF1 : narratrice
- 2024 : Toulouse, le grand feu d’artifice sur TF1

#### Candidate / participante
- 2004 : Saison 4 de Star Academy sur TF1
- 2014 : Total Blackout sur W9
- 2015, 2016, 2019, 2022, 2023, 2025 : Fort Boyard sur France 2
- 2016 : Still Standing : Qui passera à la trappe ? sur D8
- 2020 : Boyard Land sur France 2
- 2022 : Saison 5 du Meilleur Pâtissier, spécial célébrités sur Gulli
- 2023-2025 : Le Grand Concours sur TF1  en présence de la Première Dame de France
- 2023 : Le Grand Quiz sur TF1
- 2023 : The Wheel : Le Cercle des 7 sur TF1
- 2023 : Une famille en or sur TF1